# Adrián Annus
Adrián Annus (Szeged, 28 de junho de 1973) é um arremessador de martelo da Hungria.
Dono de uma medalha de prata no Mundial de 2003, Annus perdeu a medalha de ouro na sua prova dos Jogos Olímpicos de Verão de 2004, por não comparecer ao teste anti-doping. O japonês Koji Murofushi herdou a medalha.